# Л'Юніон (Верхня Гаронна)
Л'Юніо́н (фр. L'Union) — муніципалітет у Франції, у регіоні Окситанія, департамент Верхня Гаронна. Населення — 12 358 осіб (01.01.2021).
Муніципалітет розташований на відстані близько 590 км на південь від Парижа, 7 км на північний схід від Тулузи.

## Історія
До 2015 року муніципалітет перебував у складі регіону Південь-Піренеї. Від 1 січня 2016 року належить до нового об'єднаного регіону Окситанія.

## Демографія
Динаміка населення (INSEE ):
Розподіл населення за віком та статтю (2006):
| Стать | Всього | До 15 років | 15-24 | 25-44 | 45-64 | 65-85 | Понад 85 |
| --- | ------ | ----------- | ----- | ----- | ----- | ----- | -------- |
| Чоловіки | 5890   | 914         | 625   | 1242  | 1830  | 1189  | 90       |
| Жінки | 6404   | 882         | 617   | 1307  | 1988  | 1463  | 147      |
| \| Статево-вікова піраміда \| Статево-вікова піраміда \| Статево-вікова піраміда \| \| ----------------------- \| ----------------------- \| ----------------------- \| \| Чоловіки \| Вік \| Жінки \| \| 90 \| 85 + \| 147 \| \| 177 \| 80-84 \| 240 \| \| 296 \| 75-79 \| 453 \| \| 385 \| 70-74 \| 393 \| \| 331 \| 65-69 \| 377 \| \| 384 \| 60-64 \| 434 \| \| 569 \| 55-59 \| 555 \| \| 432 \| 50-54 \| 556 \| \| 445 \| 45-49 \| 443 \| \| 372 \| 40-44 \| 449 \| \| 341 \| 35-39 \| 310 \| \| 294 \| 30-34 \| 295 \| \| 235 \| 25-29 \| 253 \| \| 263 \| 20-24 \| 225 \| \| 362 \| 15-20 \| 392 \| \| 357 \| 10-14 \| 336 \| \| 263 \| 5-9 \| 315 \| \| 294 \| 0-4 \| 231 \| |        |             |       |       |       |       |          |
| Статево-вікова піраміда |        |             |       |       |       |       |          |
| Чоловіки | Вік    | Жінки       |       |       |       |       |          |
| 90 | 85 +   | 147         |       |       |       |       |          |
| 177 | 80-84  | 240         |       |       |       |       |          |
| 296 | 75-79  | 453         |       |       |       |       |          |
| 385 | 70-74  | 393         |       |       |       |       |          |
| 331 | 65-69  | 377         |       |       |       |       |          |
| 384 | 60-64  | 434         |       |       |       |       |          |
| 569 | 55-59  | 555         |       |       |       |       |          |
| 432 | 50-54  | 556         |       |       |       |       |          |
| 445 | 45-49  | 443         |       |       |       |       |          |
| 372 | 40-44  | 449         |       |       |       |       |          |
| 341 | 35-39  | 310         |       |       |       |       |          |
| 294 | 30-34  | 295         |       |       |       |       |          |
| 235 | 25-29  | 253         |       |       |       |       |          |
| 263 | 20-24  | 225         |       |       |       |       |          |
| 362 | 15-20  | 392         |       |       |       |       |          |
| 357 | 10-14  | 336         |       |       |       |       |          |
| 263 | 5-9    | 315         |       |       |       |       |          |
| 294 | 0-4    | 231         |       |       |       |       |          |

## Економіка
2010 року серед 7052 осіб працездатного віку (15—64 років) 4997 були активними, 2055 — неактивними (показник активності 70,9%, у 1999 році було 65,5%). З 4997 активних мешканців працювало 4629 осіб (2372 чоловіки та 2257 жінок), безробітними було 368 (152 чоловіки та 216 жінок). Серед 2055 неактивних 775 осіб було учнями чи студентами, 893 — пенсіонерами, 387 були неактивними з інших причин.

У 2010 році в муніципалітеті числилось 5105 оподаткованих домогосподарств, у яких проживали 12250,0 особи, медіана доходів виносила 24 493 євро на одного особоспоживача

## Пам'ятники

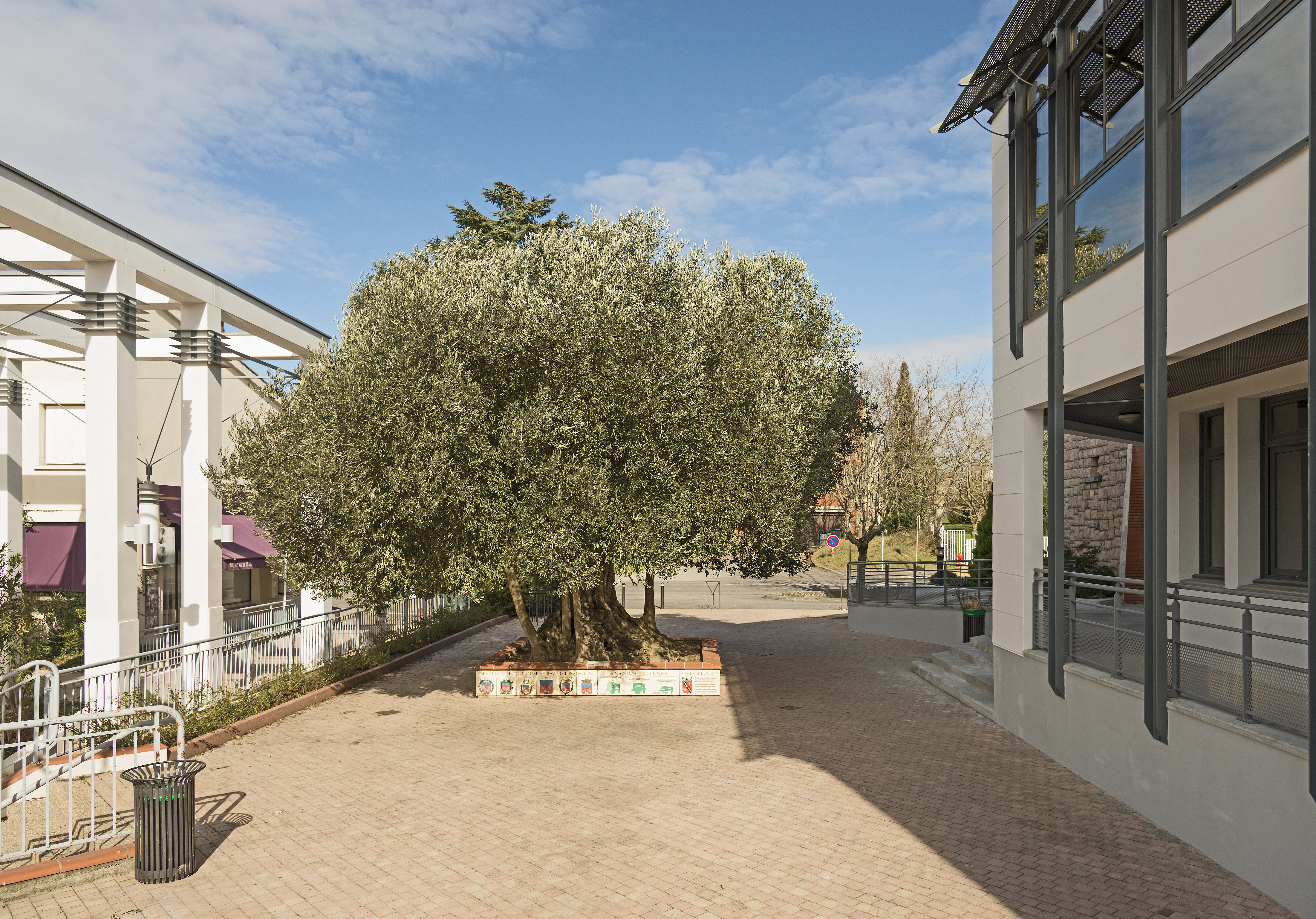
Тисячоліття оливкове дерево.
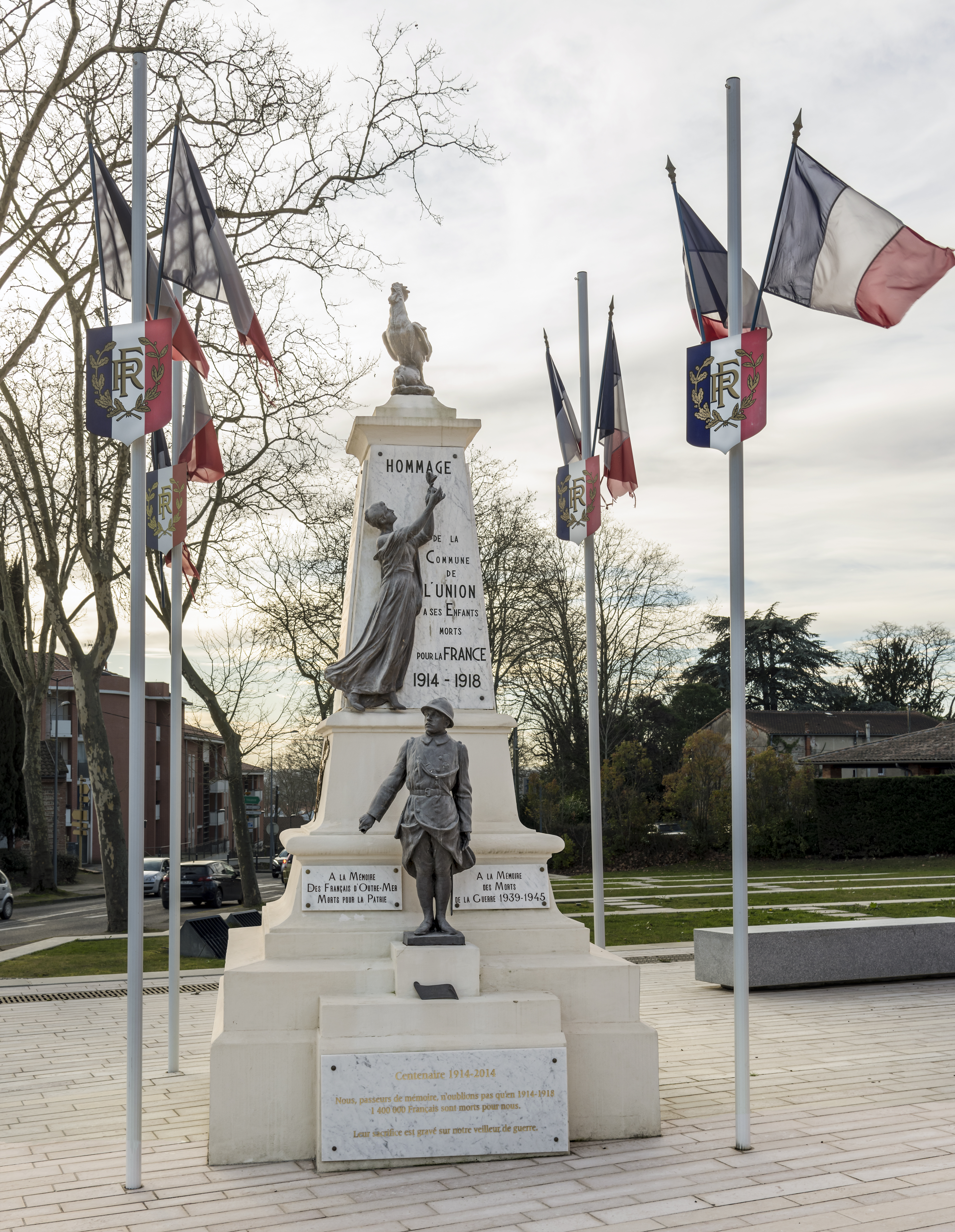
Пам'ятник мертвим.
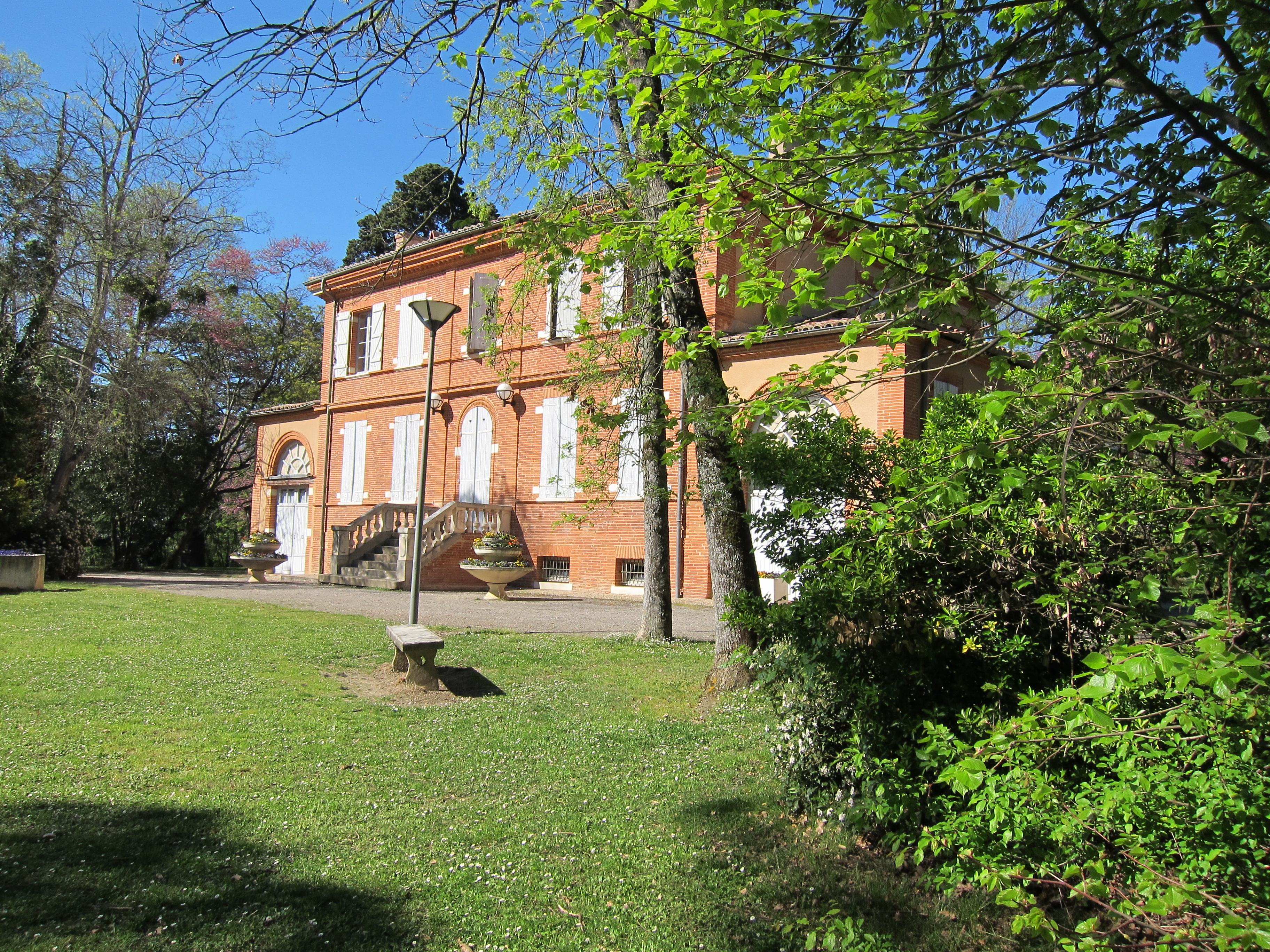
Замок Малпагат.
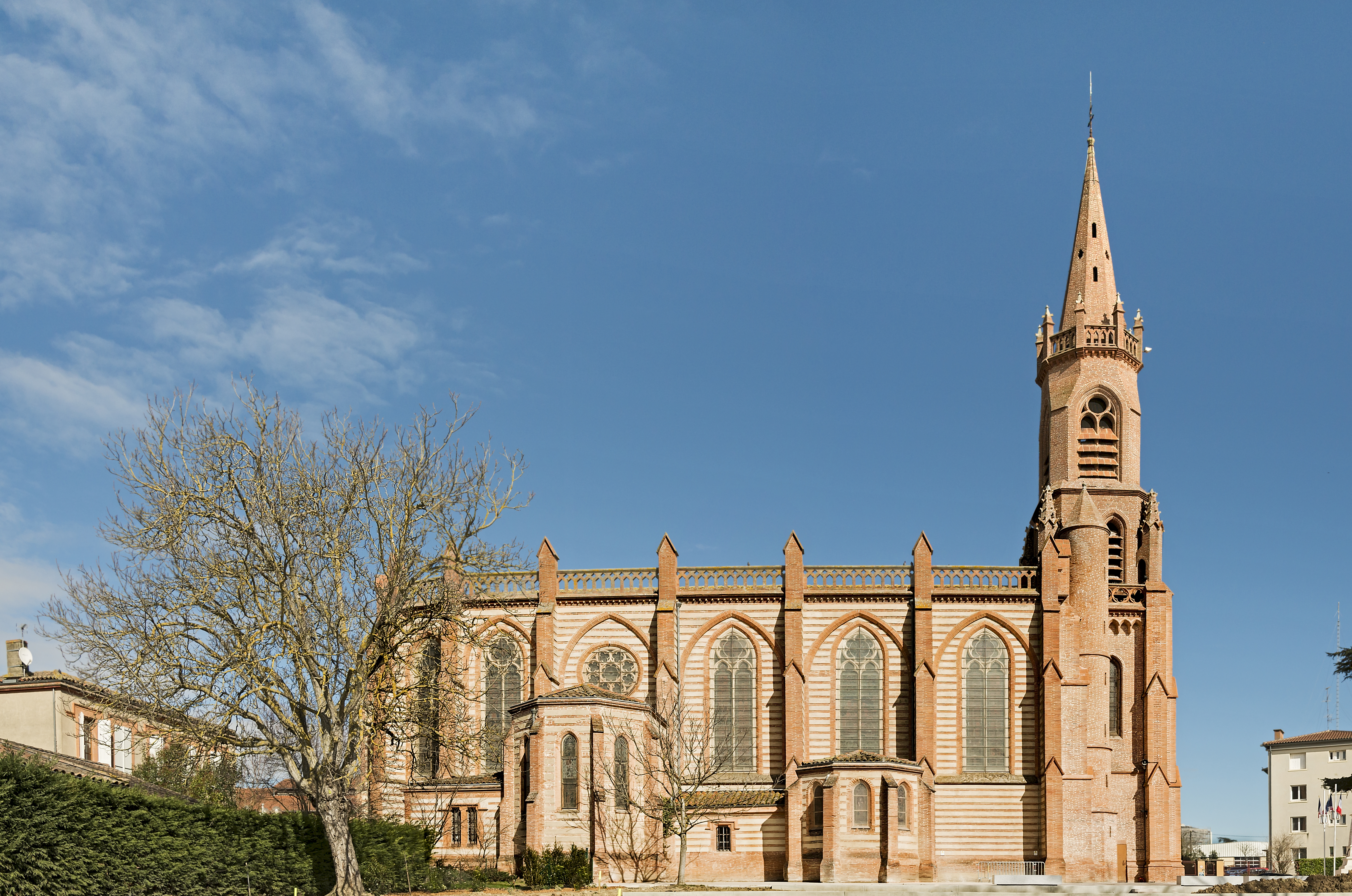
церква
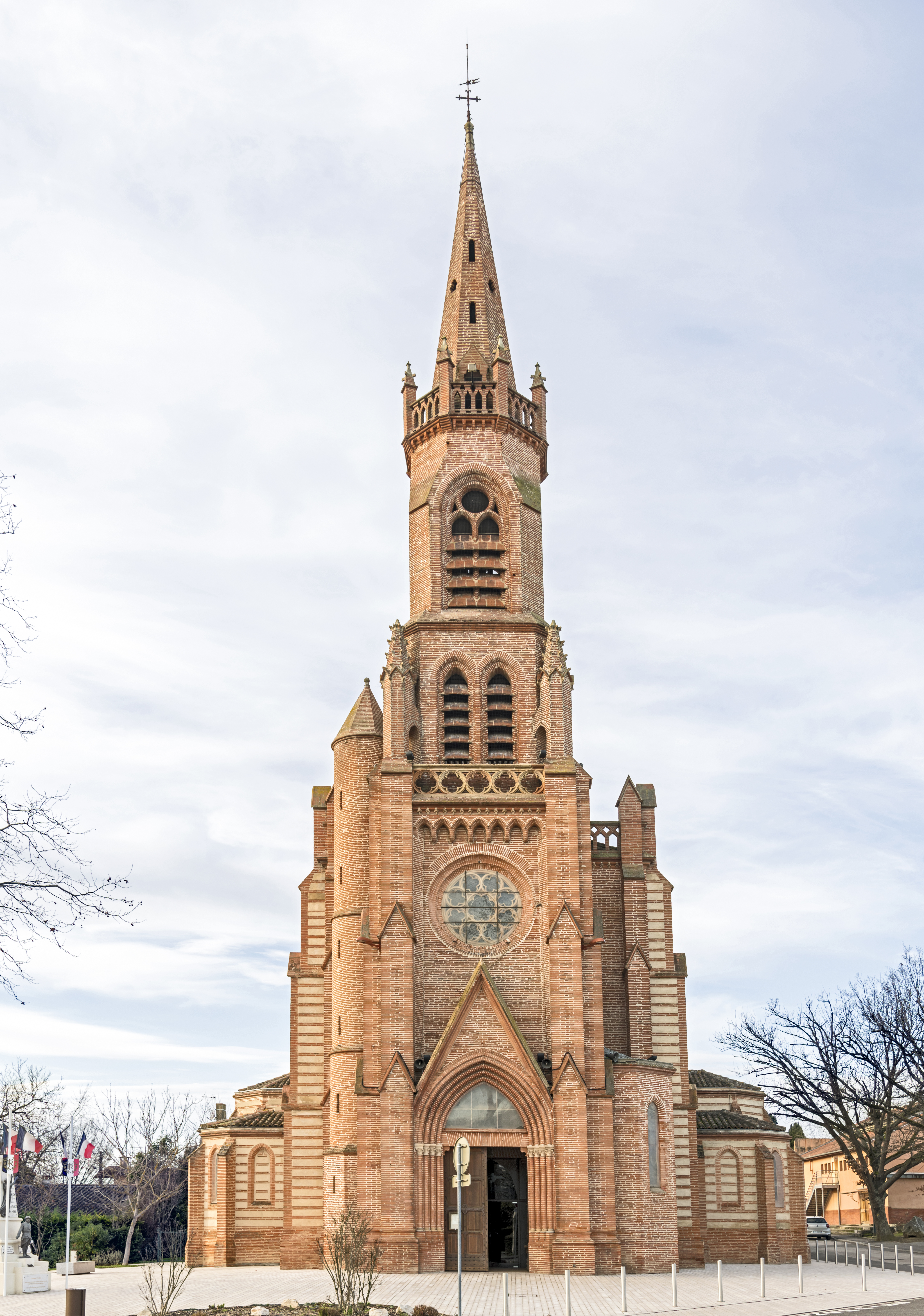
Дзвіниця
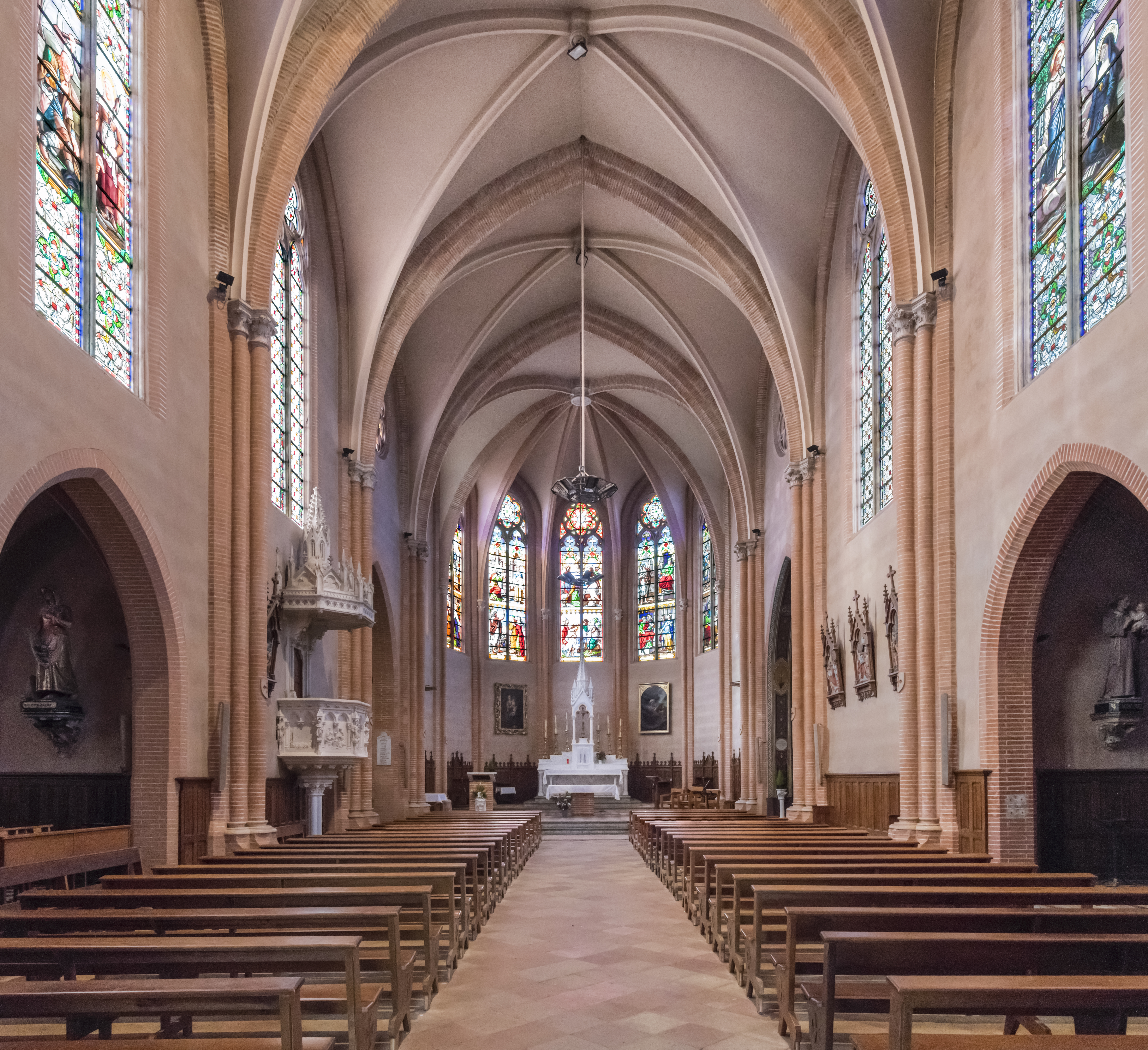
Вид на внутрішню частину церкви
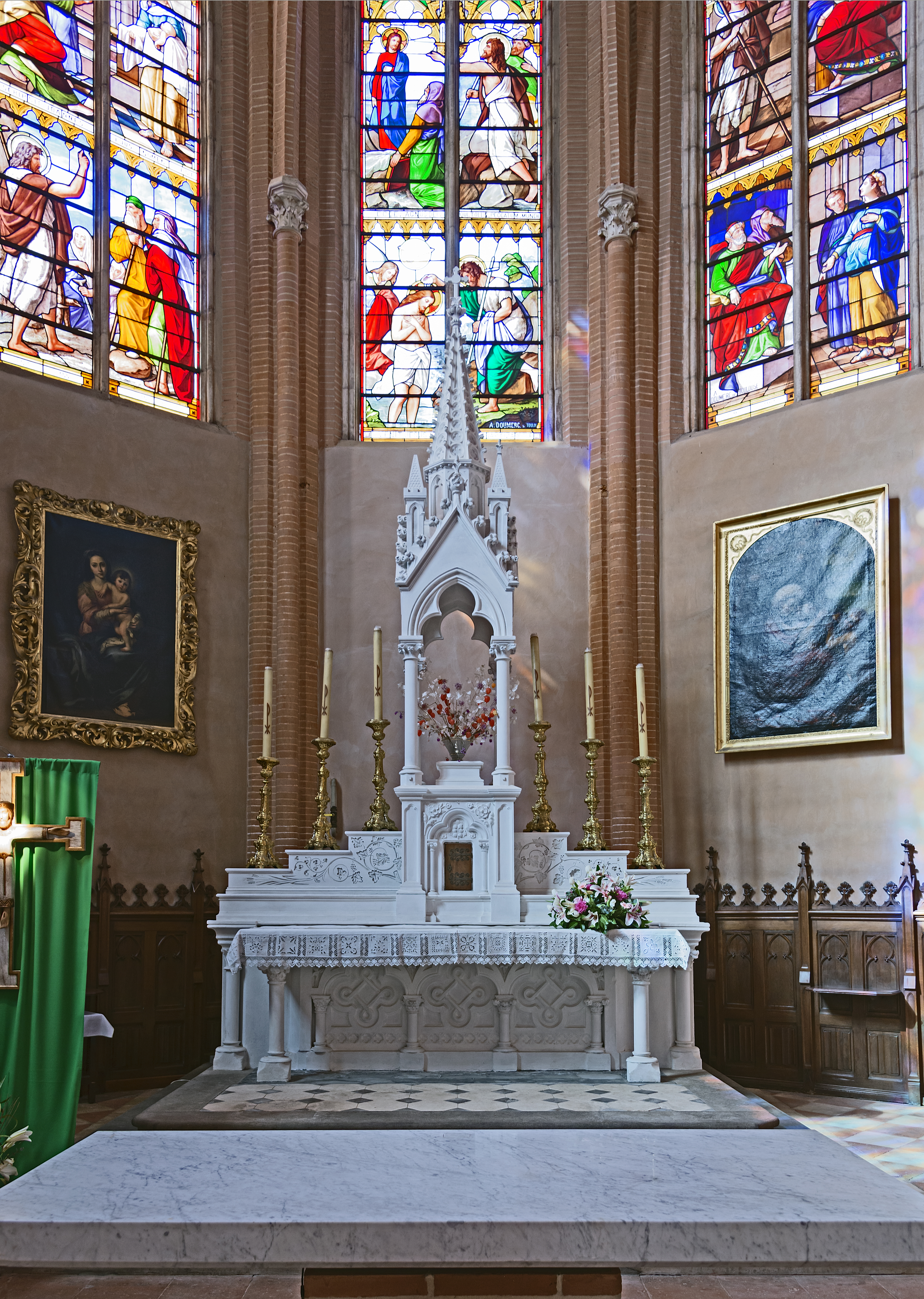
Вівтар церкви